# Gianni Colombo (calciatore)
Giovanni Colombo, detto Gianni (Verrua Savoia, 22 luglio 1944), è un ex calciatore italiano, di ruolo portiere.

## Carriera
Cresciuto nel Torino, tra il 1967 e il 1973 totalizzò 59 presenze in Serie B difendendo la porta del Bari, ma soltanto nell'ultima stagione fu titolare.
Nei due anni successivi disputò 62 gare in Serie C con la maglia della Turris.
Quindi tornò in Piemonte, dove difese per tre stagioni i pali dei rossoneri dell'Omegna, che prima sfiorarono e poi conquistarono (1976-1977) la promozione in Serie C.